# Championnat du Japon de football de troisième division 2014
Navigation
J3 League 2015
Le Championnat du Japon de football de troisième division 2014 est la dix-huitième saison du troisième niveau du football japonais et la 1re édition de la J3 League. Le championnat débute le 9 mars 2014 et s'achève le 23 novembre 2014.
Le meilleurs de ce championnat est promu en J2 League.

## Les clubs participants
L'équipe classée 22e de J2 League 2013, le premier de JFL 2013 participent à la compétition.
| Club                    | Dernière montée | Ville      | Entraîneur         | Depuis | Stade                                 | Capacité | Nombre de saisons |
| ----------------------- | --------------- | ---------- | ------------------ | ------ | ------------------------------------- | -------- | ----------------- |
| Gainare Tottori         | 2014            | Yonago     | Masanobu Matsunami | 2014   | Torigin Bird Stadium                  | 16 033   | 1                 |
| Blaublitz Akita         | -               | Akita      | George Yonashiro   | 2013   | Akigin Stadium                        | 4 992    | 1                 |
| Fujieda MYFC            | -               | Fujieda    | Musashi Mizushima  | 2014   | Fujieda Soccer Stadium                | 13 000   | 1                 |
| Fukushima United        | -               | Fukushima  | Keisuke Kurihara   | 2014   | Toho Stadium                          | 21 000   | 1                 |
| Zweigen Kanazawa        | -               | Kanazawa   | Hitoshi Morishita  | 2012   | Ishikawa Athletics Stadium            | 20 261   | 1                 |
| FC Machida Zelvia       | -               | Machida    | Naoki Soma         | 2014   | Machida Stadium                       | 8 000    | 1                 |
| AC Nagano Parceiro      | -               | Nagano     | Naohiko Minobe     | 2013   | Minami Nagano Sports Park Stadium     | 15 515   | 1                 |
| FC Ryukyu               | -               | Okinawa    | Norihiro Satsukawa | 2013   | Okinawa General Athletic Stadium      | 25 000   | 1                 |
| SC Sagamihara           | -               | Sagamihara | Tetsumasa Kimura   | 2012   | Sagamihara Gion Stadium               | 15 300   | 1                 |
| YSCC Yokohama           | -               | Yokohama   | Kenji Arima        | 2014   | NHK Spring Mitsuzawa Football Stadium | 15 454   | 1                 |
| Sélection J.League U-22 | -               | -          | Tsutomu Takahata   | 2014   | -                                     | -        | 1                 |
| Grulla Morioka          | 2014            | Morioka    | Naoki Naruo        | 2012   | Iwagin Stadium                        | 4 946    | 1                 |

- Relégué de la J2 League 2013
- Promu de la JFL 2013

### Localisation des clubs
| \| Clubs du Grand Tokyo · FC Machida Zelvia (Tokyo) · SC Sagamihara (Kanagawa) · YSCC Yokohama (Kanagawa) Grand Tokyo Gainare Tottori Blaublitz Akita Fujieda MYFC Fukushima United Zweigen Kanazawa AC Nagano Parceiro FC Ryukyu Grulla Morioka \| Localisation des clubs engagés dans le championnat. |
| Clubs du Grand Tokyo · FC Machida Zelvia (Tokyo) · SC Sagamihara (Kanagawa) · YSCC Yokohama (Kanagawa) Grand Tokyo Gainare Tottori Blaublitz Akita Fujieda MYFC Fukushima United Zweigen Kanazawa AC Nagano Parceiro FC Ryukyu Grulla Morioka                                                           |

| Clubs du Grand Tokyo · FC Machida Zelvia (Tokyo) · SC Sagamihara (Kanagawa) · YSCC Yokohama (Kanagawa) Grand Tokyo Gainare Tottori Blaublitz Akita Fujieda MYFC Fukushima United Zweigen Kanazawa AC Nagano Parceiro FC Ryukyu Grulla Morioka |

## Compétition

### Classement
Source : CLASSEMENT J3 LEAGUE 2014 sur transfermarkt.fr
| Rang | Équipe                  | Pts | J  | G  | N  | P  | Bp | Bc | Diff |
| ---- | ----------------------- | --- | -- | -- | -- | -- | -- | -- | ---- |
| 1    | Zweigen Kanazawa        | 75  | 33 | 23 | 6  | 4  | 56 | 20 | +36  |
| 2    | AC Nagano Parceiro      | 69  | 33 | 20 | 9  | 4  | 58 | 23 | +35  |
| 3    | FC Machida Zelvia       | 68  | 33 | 20 | 8  | 5  | 59 | 22 | +37  |
| 4    | Gainare Tottori R       | 53  | 33 | 14 | 11 | 8  | 34 | 25 | +9   |
| 5    | Grulla Morioka P        | 45  | 33 | 12 | 9  | 12 | 43 | 39 | +4   |
| 6    | SC Sagamihara           | 43  | 33 | 12 | 7  | 14 | 44 | 48 | -4   |
| 7    | Fukushima United        | 36  | 33 | 9  | 9  | 15 | 30 | 38 | -8   |
| 8    | Blaublitz Akita         | 34  | 33 | 10 | 4  | 19 | 38 | 57 | -19  |
| 9    | FC Ryukyu               | 34  | 33 | 8  | 10 | 15 | 31 | 50 | -19  |
| 10   | Sélection J.League U-22 | 33  | 33 | 9  | 6  | 18 | 37 | 63 | -26  |
| 11   | Fujieda MYFC            | 30  | 33 | 7  | 9  | 17 | 36 | 52 | -16  |
| 12   | YSCC Yokohama           | 24  | 33 | 4  | 12 | 17 | 29 | 58 | -29  |

|  | Promu en J2 League 2015                             |
|  | Barrages de promotion en J1 League                  |
|  | P : Promu de JFL 2013 R : Relégué de J2 League 2013 |

## Barrage promotion
Un barrage aller-retour entre le 2e de la J3 League 2014 contre l'avant dernier du championnat de J2 League 2014 , le vainqueur se maintient ou monter en J2 League 2015
| 30 novembre 2014 | Nagano Parceiro | 0 - 0   | Kamatamare Sanuki | Nagano Athletic Stadium, Nagano              |                                              |
| 4h30             |                 | (0 - 0) |                   | Spectateurs : 8 944 Arbitrage : Itaru Hirose | Spectateurs : 8 944 Arbitrage : Itaru Hirose |
| 4h30             | Rapport         |         |                   | Spectateurs : 8 944 Arbitrage : Itaru Hirose | Spectateurs : 8 944 Arbitrage : Itaru Hirose |

| 7 décembre 2014 | Kamatamare Sanuki                                   | 1 - 0   | Nagano Parceiro                           |                                             |                                             |
| 4h30            | Kajima 71e                                          | (0 - 0) |                                           | Spectateurs : 6 170 Arbitrage : Kenji Ogiya | Spectateurs : 6 170 Arbitrage : Kenji Ogiya |
| 4h30            | Evson 63e · Yamamoto 76e · Takeda 82e · Seguchi 89e | Rapport | 33e Seguchi · 74e Arinaga · 77e Katsumata | Spectateurs : 6 170 Arbitrage : Kenji Ogiya | Spectateurs : 6 170 Arbitrage : Kenji Ogiya |

## Statistiques

### Meilleurs buteurs
|                    | Buteur              | Club               | Buts | MJ |
| ------------------ | ------------------- | ------------------ | ---- | -- |
| Médaille d'or      | Koji Suzuki         | Machida Zelvia     | 19   | 33 |
| Médaille d'argent  | Tsugutoshi Oishi    | Fujieda MYFC       | 17   | 29 |
| Médaille de bronze | Yuji Unozawa        | AC Nagano Parceiro | 16   | 33 |
| 4                  | Hirochika Miyoshi   | Blaublitz Akita    | 12   | 32 |
| 5                  | Ryota Doi           | Grulla Morioka     | 11   | 32 |
| 6                  | Akio Yoshida        | Yokohama SCC       | 10   | 33 |
| 7                  | Takafumi Suzuki     | FC Machida Zelvia  | 9    | 27 |
| 8                  | Yuki Sato           | AC Nagano Parceiro | 9    | 33 |
| 9                  | Shohei Kiyohara     | Zweigen Kanazawa   | 9    | 32 |
| 10                 | Yoshinori Katsumata | AC Nagano Parceiro | 9    | 33 |